# Back Yard
Back Yard ("Giardino dietro casa") era il nome in codice militare della NATO del bunker segreto del Comando Forze Terrestri Alleate del Sud Europa situato a Grezzana in provincia di Verona.

## Storia
Scavato nella roccia del Monte Vicino, a circa 300 metri di altezza, precisamente in località Slavino in via Carrara numero 5, il bunker fu inaugurato il 6 maggio 1958 come SITE A, rimase in funzione fino al 2000 quando fu dismesso da parte del Comando NATO di Verona. Mantenuto in prontezza operativa 24 ore su 24 anche in tempo di pace, era presidiato dal Gruppo misto telecomunicazioni di sostegno con il comando a Verona presso la caserma A. Li Gobbi. Fungeva da posto comando-controllo di riserva per l'organizzazione e la direzione delle operazioni NATO nello scacchiere nord occidentale italiano nel caso il sito principale di Affi fosse stato reso inefficiente nel corso di un ipotetico conflitto con il patto di Varsavia.

## Struttura
Il bunker era costruito su un unico piano con tre tunnel a forma di tre ipsilon, possedeva tre entrate, Porta 1, 2 e 3, una centrale e due laterali, e si accedeva all'ingresso principale del sito da via Carrara tramite una strada sterrata. Superato il posto di controllo si entrava nella galleria d'accesso, al cui lato destro vi era la centrale elettrica, all'interno era presenti 4 gruppi elettrogeni per alimentare autonomamente il bunker in caso di emergenza per l'indisponibilità di un collegamento alla rete nazionale dell'Enel. Sul lato sinistro era situata invece la centrale di climatizzazione dell'aria con i condizionatori per la ventilazione interna e i sistemi di filtraggio che potevano all'occorrenza impedire l'ingresso dell'aria esterna contaminata da agenti batteriologici. Il nucleo principale della struttura era formato da due sale comando e controllo a due piani contrassegnate con i numeri B15 e B16 e una sala operativa S68. A supporto del sistema vi era la cucina, sala mensa, servizi igienici, una cisterna per l'acqua potabile e dormitori. I tre tunnel principali lunghi circa 80 metri erano collegati da altri tunnel trasversali ognuno di 6 metri di larghezza e 4 metri di altezza, tutti in cemento armato a cupola.
Il perimetro dell'area esterna non era recintato ma delimitato da cartelli con scritto "Comune di Grezzana Zona soggetta a servitù militare". Presso l'ingresso principale vi era un parcheggio, un edificio presumibilmente adibito al ricovero del corpo di guardia, dei cani di sorveglianza e la vetta del Monte Vicino era sormontata da ponti radio.
In caso di attacco convenzionale, nucleare o batteriologico Back Yard era in grado di garantire una possibilità di sopravvivenza ai suoi occupanti anche se l'80% della protezione del sito era garantito dalla sua segretezza e il restante 20% dalla protezione artificiale. Il bunker era stato progettato con lo scopo di proteggere i suoi sistemi di comunicazione dalle interferenze elettromagnetiche e anche se l'interno delle gallerie erano in cemento armato a cupola non era in grado di resistere ad un attacco con bombe penetranti di ultimo modello, come le GBU-28, usate per la prima volta nella prima guerra del Golfo.
Back Yard era in collegamento con la stazione militare trasmittente di Monte Tondo di Negrar, detto comunemente in codice Site C, realizzata in connessione diretta con West Star (in codice SITE B) e con Palazzo Carli, sede del Quartier Generale della Comando Forze Terrestri Alleate del Sud Europa.
Oggi tutta l'area secondo quanto previsto dal Piano regolatore generale del comune di Grezzana "viene pertanto conseguentemente individuata una nuova area di idonee dimensioni, come precedentemente citato, ubicata in direzione Nord rispetto al capoluogo al confine con la frazione Stallavena, sul lato sinistro della strada che conduce alla frazione. L'area era gravata da un vincolo militare revocato di recente con Decreto n. 2 del 27.08.2004 del Comando RFC Regionale Veneto. La destinazione dell'area viene così a modificarsi: - da Zona agricola Sottozona E2 ed individuazione di Servitù militari; - a Zona F- Aree attrezzate a parco, gioco e sport".
L'ingresso principale (Porta 1) era stato riempito di materiale e i due ingressi laterali (Porta 2 e Porta 3) murati. 
La base è ora di proprietà del comune di Grezzana. Il materiale inerte posto a sbarramento dell'ingresso principale è stato rimosso ed è stata installata una nuova porta blindata. Controlli periodici vengono effettuati nell'area. 

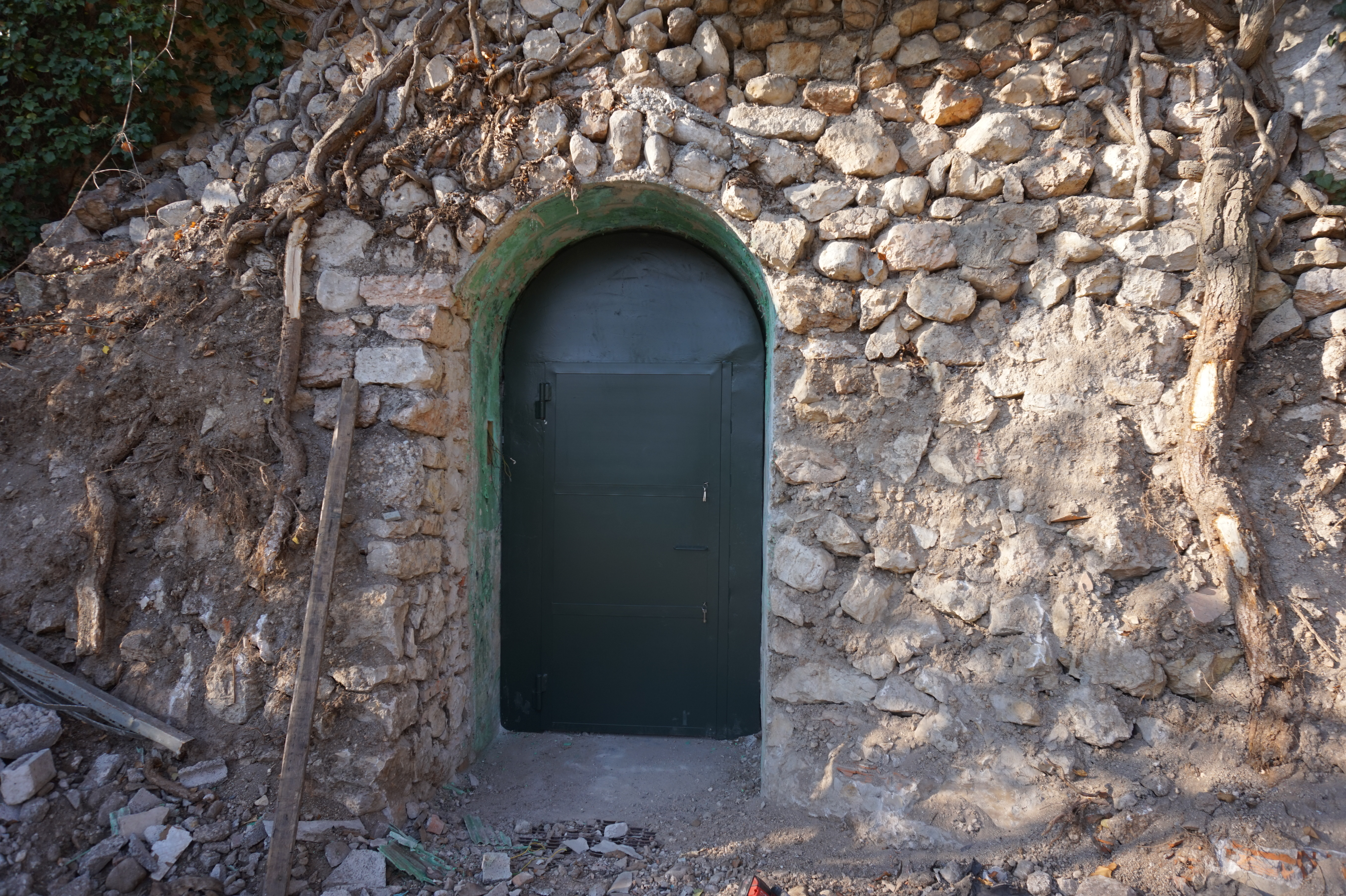
Ingresso principale

Nel passato l'area viveva in stato di abbandono con persone che entravano clandestinamente. Si sono verificati furti di materiale prezioso come il rame, mentre in altri casi recenti le persone che tentavano di introdursi sono state denunciate o bloccate.
Esiste un progetto di riutilizzo commerciale e la creazione di un museo della Guerra Fredda.
Attualmente sono presenti vari cartelli sul posto che invitano a contattare l'amministrazione per una eventuale visita.
È in fase di ripristino la strada originale con relativo parcheggio.